# Rubén Castro
Rubén Castro Martín (ur. 27 czerwca 1981 w Las Palmas de Gran Canaria) – hiszpański piłkarz grający na pozycji napastnika. Od 2017 roku jest zawodnikiem wypożyczonym do klubu Guizhou Hengfeng Zhicheng z Realu Betis.

## Kariera klubowa
Swoją karierę piłkarską Castro rozpoczął w klubie UD Las Palmas. Po grze w drużynie rezerw awansował w 2001 roku do pierwszego zesopłu. 25 lutego 2001 zadebiutował w Primera División w przegranym 1:2 wyjazdowym meczu z Málagą CF. 3 października 2001 w domowym meczu z Realem Madryt (4:2) strzelił swoje pierwsze dwa gole w Primera División. W sezonie 2001/2002 spadł z Las Palmas do Segunda División. W Las Palmas występował do końca sezonu 2003/2004.
W 2004 roku Castro przeszedł do Deportivo La Coruña. Na sezon 2004/2005 został wypożyczony do Albacete Balompié, w którym swój debiut zanotował 29 sierpnia 2004 w przegranym 0:1 wyjazdowym meczu z Sevillą. Latem 2005 wrócił do Deportivo i zadebiutował w nim 28 sierpnia 2005 w wyjazdowym meczu z RCD Mallorca (1:0). Grał w nim w sezonie 2005/2006.
W 2006 roku Castro został wypożyczony do Racingu Santander, w którym rozegrał jeden mecz, 10 września 2006 przeciwko Getafe CF (0:1). Jeszcze w listopadzie zmienił klub i trafił na wypożyczenie do Gimnàstic Tarragona, w którym zadebiutował 26 listopada w spotkaniu z Mallorką (2:3). Z Gimnàstikiem spadł w sezonie 2006/2007 do Segunda División.
W sezonie 2007/2008 Castro ponownie grał w Deportivo La Coruña. W sezonie 2008/2009 grał na wypożyczeniu w SD Huesca, a w sezonie 2009/2010 był wypożyczony do Rayo Vallecano.
Latem 2010 roku Castro podpisał kontrakt z Realem Betis. Zadebiutował w nim 29 sierpnia 2010 roku w zwycięskim 4:1 domowym meczu z Granadą. W sezonie 2010/2011, w którym strzelił 25 goli i był najlepszym strzelcem Betisu, awansował do Primera División. W sezonie 2011/2012 zdobył 16 bramek i ponownie był najskuteczniejszym graczem Betisu.
| Sezon   | Klub                      | Kraj      | Rozgrywki            | Mecze | Bramki | Puchary Krajowe | Mecze | Bramki | Rozgrywki europejskie | Mecze | Bramki |
| ------- | ------------------------- | --------- | -------------------- | ----- | ------ | --------------- | ----- | ------ | --------------------- | ----- | ------ |
| 2000/01 | UD Las Palmas             | Hiszpania | Primera División     | 3     | 0      | –               | –     | –      | –                     | –     | –      |
| 2000/01 | UD Las Palmas B           | Hiszpania | Tercera División     | ?     | ?      | –               | –     | –      | –                     | –     | –      |
| 2001/02 | UD Las Palmas             | Hiszpania | Primera División     | 29    | 5      | Puchar Króla    | 2     | 1      | –                     | –     | –      |
| 2002/03 | UD Las Palmas             | Hiszpania | Segunda División     | 40    | 9      | Puchar Króla    | 1     | 1      | –                     | –     | –      |
| 2003/04 | UD Las Palmas             | Hiszpania | Segunda División     | 40    | 22     | –               | –     | –      | –                     | –     | –      |
| 2004/05 | Albacete Balompié         | Hiszpania | Primera División     | 22    | 3      | –               | –     | –      | –                     | –     | –      |
| 2005/06 | Deportivo La Coruña       | Hiszpania | Primera División     | 24    | 3      | Puchar Króla    | 1     | 1      | Puchar Intertoto      | 8     | 4      |
| 2006/07 | Deportivo La Coruña       | Hiszpania | Primera División     | 1     | 0      | –               | –     | –      | –                     | –     | –      |
| 2006/07 | Racing Santander          | Hiszpania | Primera División     | 1     | 0      | –               | –     | –      | –                     | –     | –      |
| 2006/07 | Gimnàstic Tarragona       | Hiszpania | Primera División     | 20    | 4      | –               | –     | –      | –                     | –     | –      |
| 2007/08 | Deportivo La Coruña       | Hiszpania | Primera División     | 7     | 1      | Puchar Króla    | 2     | 0      | –                     | –     | –      |
| 2008/09 | SD Huesca                 | Hiszpania | Segunda División     | 41    | 14     | Puchar Króla    | 1     | 1      | –                     | –     | –      |
| 2009/10 | Rayo Vallecano            | Hiszpania | Segunda División     | 42    | 14     | Puchar Króla    | 2     | 1      | –                     | –     | –      |
| 2010/11 | Real Betis                | Hiszpania | Segunda División     | 42    | 26     | Puchar Króla    | 7     | 5      | –                     | –     | –      |
| 2011/12 | Real Betis                | Hiszpania | Primera División     | 34    | 16     | Puchar Króla    | 1     | 0      | –                     | –     | –      |
| 2012/13 | Real Betis                | Hiszpania | Primera División     | 26    | 18     | Puchar Króla    | 6     | 3      | –                     | –     | –      |
| 2013/14 | Real Betis                | Hiszpania | Primera División     | 25    | 10     | Puchar Króla    | 3     | 1      | Liga Europy           | 6     | 2      |
| 2014/15 | Real Betis                | Hiszpania | Segunda División     | 42    | 33     | Puchar Króla    | 4     | 1      | –                     | –     | –      |
| 2015/16 | Real Betis                | Hiszpania | Primera División     | 38    | 19     | Puchar Króla    | 2     | 0      | –                     | –     | –      |
| 2016/17 | Real Betis                | Hiszpania | Primera División     | 34    | 12     | Puchar Króla    | 1     | 0      | –                     | –     | –      |
| 2017/18 | Guizhou Hengfeng Zhicheng | Chiny     | Chinese Super League | 12    | 7      | –               | –     | –      | –                     | –     | –      |
| 2017/18 | Real Betis                | Hiszpania | Primera División     | 10    | 1      | –               | –     | –      | –                     | –     | –      |
| 2018/19 | UD Las Palmas             | Hiszpania | Segunda División     | 41    | 15     | Puchar Króla    | 1     | 0      | –                     | –     | –      |

## Kariera reprezentacyjna
W latach 2002–2003 Castro rozegrał 7 meczów i strzelił 6 goli w reprezentacji Hiszpanii U-21.